# Провулок Чубаря (Донецьк)
Провулок Чубаря — одна з вулиць міста Донецька. Розташована між вулицею Мольєра та Петровський лісництвом.

## Історія
Вулиця названа на честь Власа Чубаря — радянського державного і партійного діяча, голови РНК УРСР, одного з організаторів геноциду українців (Голоддомору1932-1933 років).

## Опис
Провулок Чубаря знаходиться у Петровському районі Донецька. Простягся з півночі на південь. Довжина вулиці становить близько 300 метрів.